# Heinrich Wilhelm Waldeyer
Heinrich Wilhelm Gottfried Waldeyer, född 6 oktober 1836 i Hehlen, hertigdömet Braunschweig, död 23 januari 1921 i Berlin, var en tysk anatom.
Waldeyer blev 1861 medicine doktor i Berlin på avhandlingen De claviculæ articulis et functione. Han utnämndes 1365 till extra ordinarie och 1867 till ordinarie professor i patologisk anatomi i Breslau, kallades 1872 till professor i normal anatomi vid det då nyorganiserade universitetet i Strassburg och 1883 till motsvarande befattning vid Berlins universitet, från vilken han avgick 1910.
Waldeyer var en av sin tids främsta anatomer och har utgav en stor mängd arbeten. Han var till 1919 sekreterare i Vetenskapsakademien i Berlin. Han blev ledamot av Vetenskapssocieteten i Uppsala 1902, av Fysiografiska sällskapet i Lund 1906), hedersledamot av Svenska Läkaresällskapet 1906 och ledamot av svenska Vetenskapsakademien 1908.